# Echt (gruppo musicale)
Gli Echt sono stati un gruppo musicale pop tedesco, formatosi nel 1998 e scioltosi nel 2002.

## Storia
Il gruppo era composto da cinque elementi, in origine tutti studenti di un liceo di Flensburgo: Kim Frank, Kai Fischer, Andreas Puffpaff, Florian Sump e Gunnar Astrup,  motivati e incoraggiati dal loro insegnante di musica.
Il primo album fu pubblicato nel 1998, con buon riscontro di vendite; il secondo, inciso l'anno dopo, conquistò la vetta della hit parade tedesca, grazie al singolo di traino Du trägst keine Liebe in Dir.
Nel 2001 uscì il terzo disco della band, che non ottenne il successo dei precedenti. Ciò determinò l'anno dopo lo scioglimento degli Echt, che tuttavia in seguito tornarono a esibirsi in occasione di alcuni tributi musicali. Peraltro Kim Frank, il cantante, intraprese una breve carriera da solista.
Nonostante i fans degli Echt fossero prevalentemente ragazzine, il gruppo rifiutò sempre l'etichetta di boyband.
La maggior parte delle canzoni erano scritte dal chitarrista Kai Fischer, che al contrario degli altri membri usava uno pseudonimo, "Jonathan Löwenherz". Gli Echt si cimentarono anche in alcune cover, tra cui Junimond, uno dei cavalli di battaglia di Rio Reiser.

## Formazione
- Kim Frank (voce)
- Jonathan Löwenherz (chitarra)
- Andreas Puffpaff (basso)
- Florian Sump (batteria)
- Gunnar Astrup (tastiere)

## Discografia

### Album
- 1998: Echt
- 1999: Freischwimmer
- 2001: Recorder

### Singoli
- 1998: Alles wird sich ändern
- 1998: Wir haben’s getan
- 1998: Wo bist du jetzt
- 1999: Fort von mir
- 1999: Du trägst keine Liebe in dir
- 2000: Weinst du
- 2000: Junimond
- 2000: 2010
- 2001: Wie geht es dir so?
- 2002: Stehengeblieben